# 존 보인턴 프리스틀리

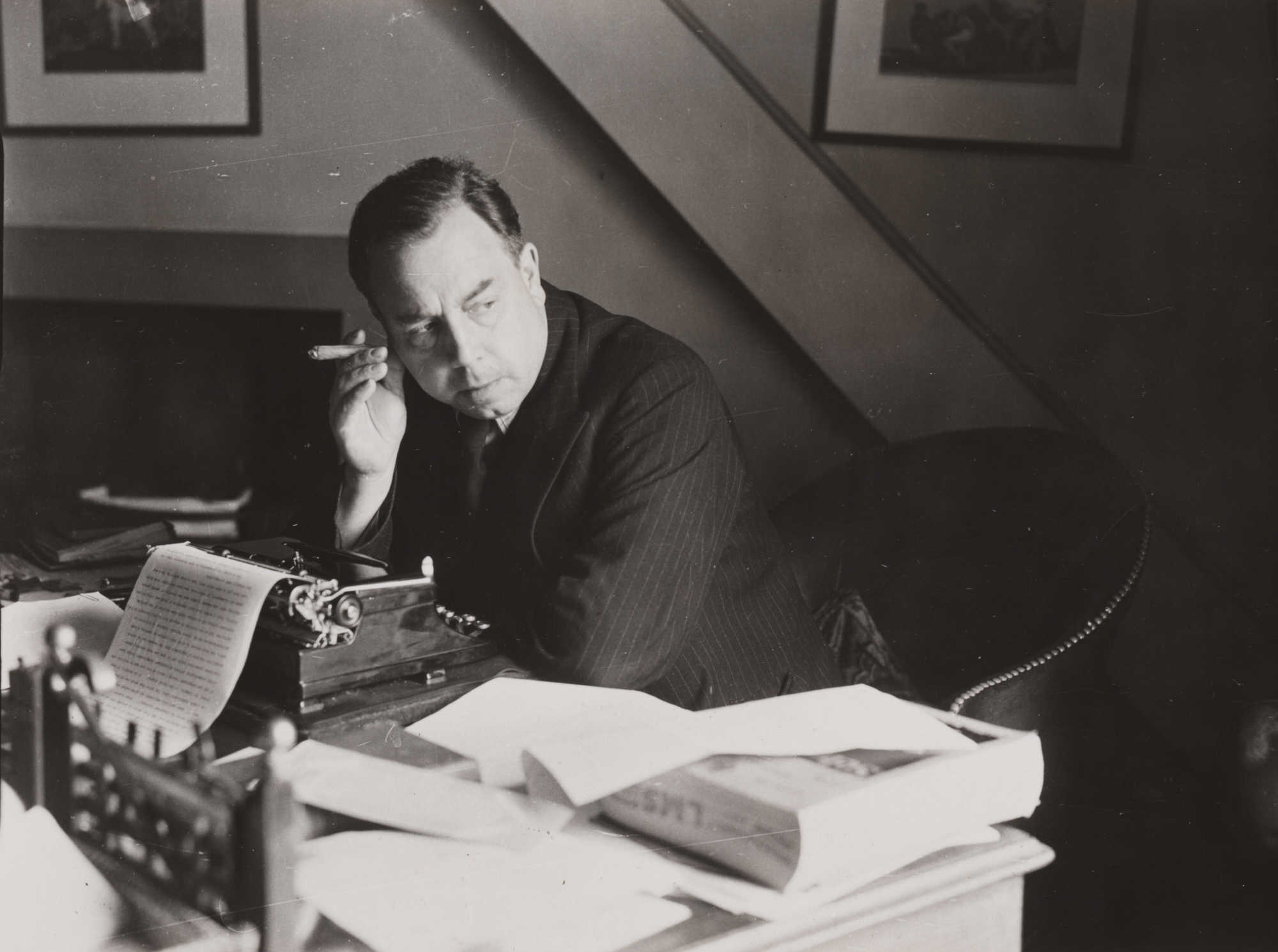

존 보인턴 프리스틀리(John Boynton Priestley, 1894년 9월 13일 ~ 1984년 8월 14일)은 영국의 극작가다.
자작소설인 <친구좌(座)>를 극화한 후 극작가로서 활약했으며, 1930년대의 작품으로 <위험한 길모퉁이>(1932)가 있고, <때와 콘웨이의 집>(1937) <추억의 땅>(1937) 등 특히 시간의 개념을 추구한 유니크한 작품으로 각광을 받았다. 그 후 약 30년간에 걸친 극작활동에서 40편에 가까운 작품을 발표하여 질량면에서 버나드 쇼 다음가는 최대의 극작가가 되었다. <라바남의 숲>(1933) <에덴의 끝>(1934) 등과 같은 환상풍의 희극과 <밤의 음악>(1938) <요르단강을 넘는 존슨>(1938) 등과 같이 실험적 수법을 시도한 야심작, 전시(戰時)의 정치평론적 알레고리라고도 할 수 있는 <어느 마을에 온 사람들>(1943), 전후의 대표작으로 문제극적 요소가 짙은 서스펜스 드라마의 <경관(警官)의 내방>(1946) 외에 다양한 작품이 많다. 또한 50년대 후반 이후는 극단을 멀리하고 있었으나 아이리스 머독의 소설을 공동각색한 희극풍의 이색작인 <잘라진 목>(1963)으로 다시 돌아왔다.